# Мельничук Ігор Юрійович
Ігор («Ковбаса», «Кабасик») Мельничук (нар. 25 жовтня 1965, м. Магадан, Російська Федерація) — український рок-музикант, композитор.

## Життєпис
| ... розкажу, як мене занесло на сцену. Батько звідкись привезли платівку «Кріденс». Синю таку, на чотири пісні. Мені було років вісім, і я слухав ту небесну музику, роззявивши рота. До того часу нічого подібного чути не доводилось (житіє в СеРуСеРу). І в той самий момент ніби якась сила зайшла в мене. Або «Кріденс» просто розбудив її? І все, після того я вже нічого не хотів. Тільки грати на гітарі. Причому неодмінно на бас-гітарі. Так все пішло і поїхало. Тому, думаю, поштовх (точніше, копняк) дала та сама сила, з якою я живу вже років сорок. |
Почав грати ще із 13 років на весіллях.
| У 18 років мені і багатьом моїм друзям, як годиться, прийшла повістка в армію. Мене визначили служити в ВДВ. У той час СРСР воював в Афганістані, а значить, мене неодмінно відправили б на війну. Я вже тоді був хіпі і не хотів йти вбивати. Зараз я трохи шкодую — якби пішов, то був би навченим солдатом. Вмів би тримати зброю в руках. |
Ігор Мельничук був учасником гуртів «Аверс»; «Рокіровка» (1984—1985); «КооП» (1985—1987); «Діти Тяжкого Року», або «ДТР» (бас-гітара, 1987—1988); «Брати Гадюкіни» (1989—1991 — клавішні; 1991—1996, з 2006 — бас-гітара, бек-вокал; зараз — спів, бас-гітара).
Також грав на бас-гітарі у гурті «Лесик Band».
1989 року Ігор Мельничук прийшов у гурт Брати Гадюкіни клавішником (за початковою освітою він акордеоніст), замінивши засновника гурту Олександра «Шулю» Ємця.
1991 року з гурту пішов Олександр Гамбург, тому Ігор Мельничук став бас-гітаристом і привів до гурту клавішника випускника консерваторії Павла Крахмальова.
На початку 1996 року Брати Гадюкіни припиняють діяльність.
З початку 1997 року Ігор Мельничук та Павло Крахмальов допомагали Олександрові Тищенку відроджувати його «Зимовий сад», заснували у Києві власну студію звукозапису «Гадюкіни Рекордс» та акомпанували Наталії Гурі в її формації «Джинсові поля».
На студії «Гадюкіни Records» вони записують музику в різних жанрах для кіно і телебачення, а також телесеріалів, повнометражок та реклами.
У 1997—2013 роках працював музичним продюсером музичного оформлення заставок та передач телеканалу «1+1» (разом з Павлом Крахмальовим). Також належать музичне оформлення розважальних каналів «СТС» (Росія) та «ТЕТ» (Україна).
Після смерті Сергія «Кузі» Кузьминського, «Ковбаса» фактично став фронтменом Братів Гадюкіних.
У 2013 році Ігор Мельничук і Павло Крахмальов засіли за новий альбом і записали 20 «демок».
До нового альбому Братів Гадюкіних — «Made in Ukraine» (2014) увійшли 16 пісень, слова і музику до яких написав Ігор Мельничук. Він співає майже всі нові пісні, а старі — переважно Михайло Лундін та Павло Крахмальов.